# Łódź Art Center

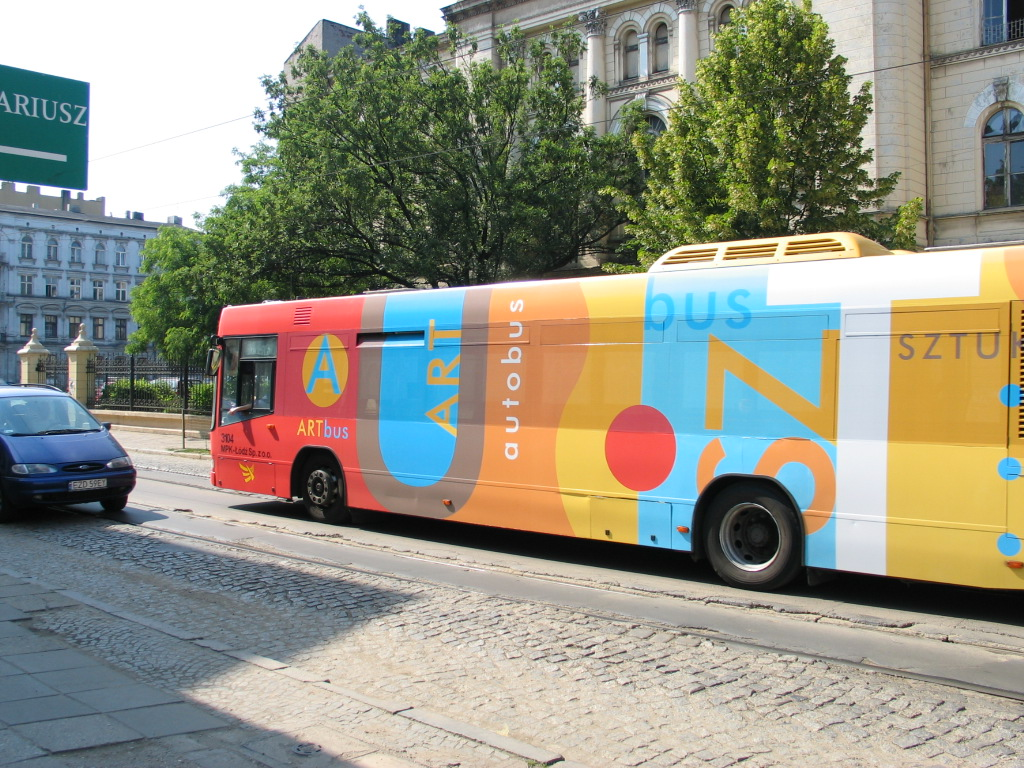
ARTbus in Łódź, 2006

Das Łódź  Art Center ist ein kulturelles und künstlerisches Zentrum in Łódź. Das Zentrum entstand 2005 aus der Initiative der Fundacja Edukacji Wizualnej (Stiftung für visuelle Bildung) und der mit dem Internationalen Künstlermuseum verbundenen Kunstschaffenden.
Hier wurden etwa die Łódź Biennale oder das Fotofestiwal Łódź realisiert. Das Łódź Art Center entstand in neun Werkhallen mit gesamten Flächen von über 8.000 Quadratmetern restaurierter fast 150-jähriger Scheibler-Textilfabrik im ehemaligen Industriegebiet an der Ulica Tymienieckiego 3.
Die sanierten Räume haben von den Łódźer Architekten den Preis „Wnętrza Roku 2004“ (Interieur des Jahres 2004) für die beste Wiederbelebung von Sehenswürdigkeiten erhalten.
Außer regelmäßigen Veranstaltungen im Łódź Art Center werden hier auch individuelle Ausstellungen, Vernissagen, Konferenzen und Workshops angeboten. Zu den berühmten Festivals in Łódź Art Center gehören das Internationale Fotofestival - „Fotofestival“ und das seit 2007 bestehende Internationales Designfestival – Łódź Design. Das Zentrum organisiert zusammen mit vielen kulturellen Einrichtungen aus Łódź und anderen Städten zahlreiche Kunst- und Kulturprojekte. Eines der Grundelemente des Daseins des Zentrums ist die Zusammenarbeit mit Partnerstädten, ausländischen Galerien sowie individuellen Kuratoren.
Łódź Art Center wird von einer Gruppe junger Kulturanimatoren geführt, die in ihrem Bemühen zur Festigung des Stadtbildes als moderne und kulturfreundliche Stadt streben.